# Willy Colberg

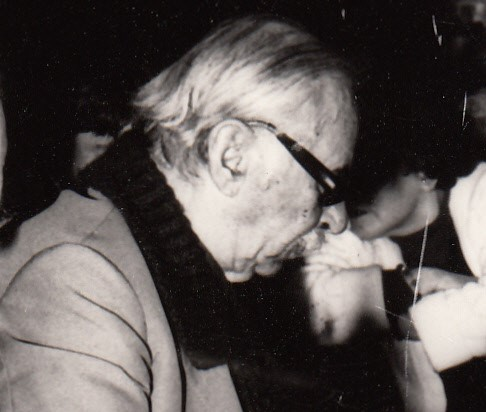
Willy Colberg im Gespräch Anfang 1980

Willy Colbergs Wohnhaus ab 1961 in Hamburg-Horn

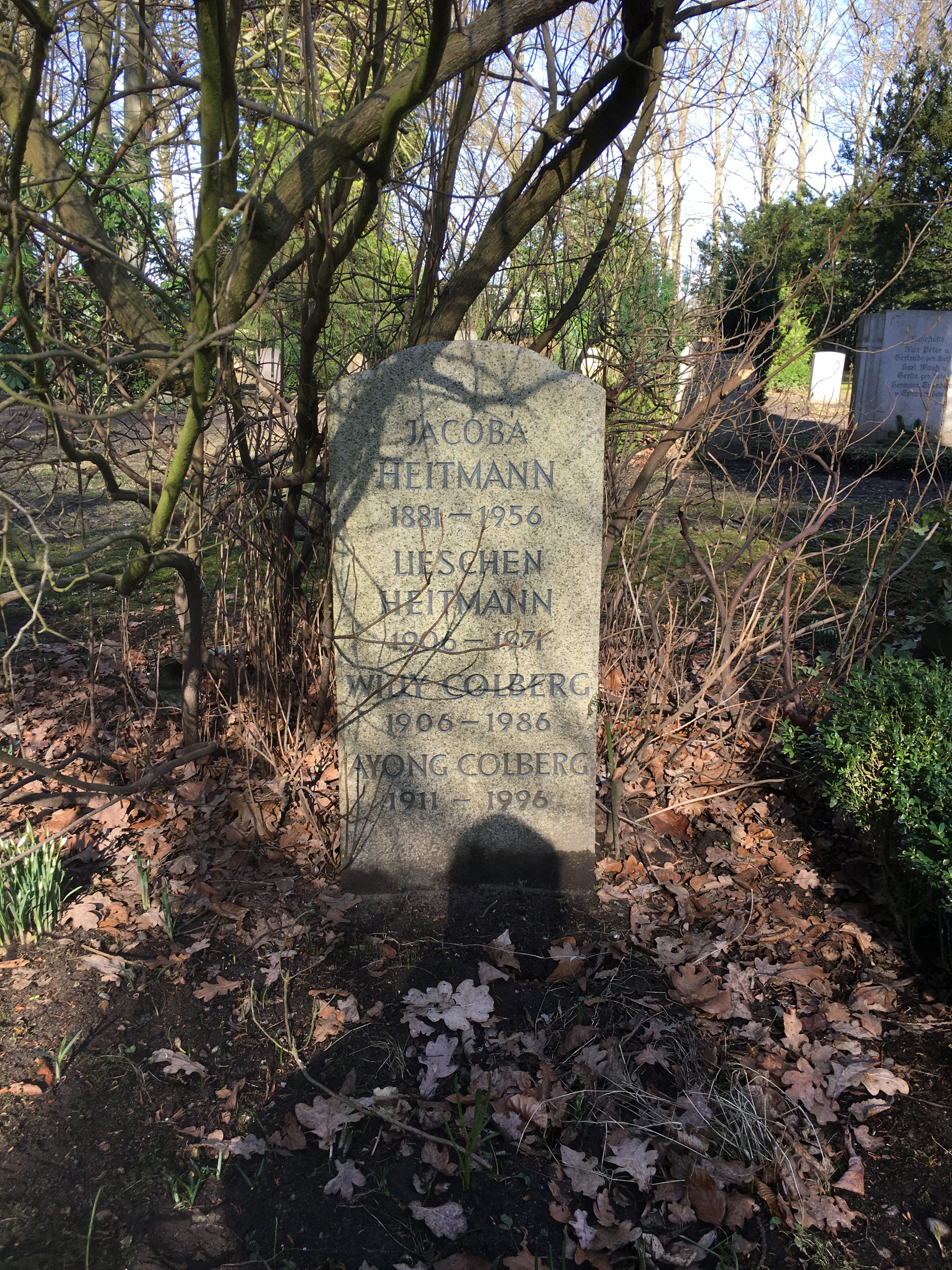
Grabstein von Willy Colberg

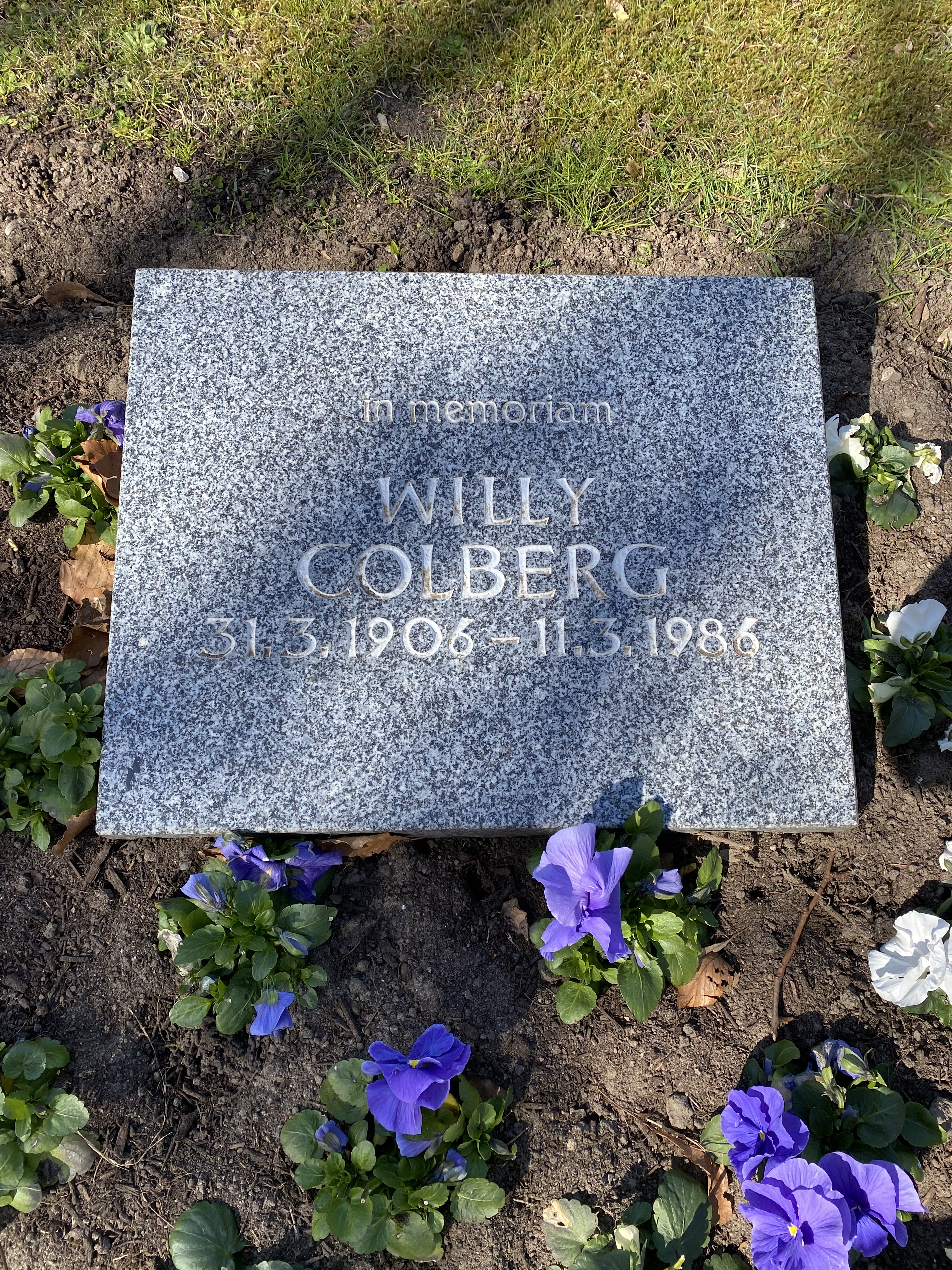
Erinnerungsstein Willy Colberg auf dem Geschwister Scholl Ehrenfeld auf dem Friedhof Ohlsdorf

Willy Colberg (* 31. März 1906 in Hamburg; † 11. März 1986 ebenda) war ein deutscher Maler, Grafiker und Bootsbauer.

## Leben und Wirken
Willy Colberg wurde in Barmbek geboren, wuchs in einer sozialdemokratischen Handwerkerfamilie auf und lernte von 1921 bis Januar 1925 Bootsbau bei der Firma Franz Mello. Anschließend ging er für zwei Jahre auf Wanderschaft, bei der er den Bodensee erreichte. Bereits zu dieser Zeit erstellte er erste Zeichnungen. Colberg beschloss, Künstler zu werden und besuchte 1926 eine Zeichenschule in Karlsruhe. Anschließend kehrte er in seine Geburtsstadt zurück und nahm ein Studium an der Landeskunstschule auf. Von 1927 bis 1930 lernte er angewandte Grafik bei Willi Titze und Aktzeichnen bei Willy Habl und Willy von Beckerath. Im Wintersemester 1932 setzte er das Studium fort.
Zeitlebens war Colberg ein politischer Mensch. In jungen Jahren engagierte er sich bei den Naturfreunden sowie bei den Jungsozialisten. Während der Zeit des Nationalsozialismus galt er als KPD-nah und wurde nach dem Ende des Zweiten Weltkriegs mit seiner Frau Parteimitglied. Künstlerisch war er der Assoziation revolutionärer bildender Künstler Deutschlands, genannt ASSO, verbunden. Künstler-Kollegen wie Rudolf Führmann, Emil Kritzky, Walter Stiller u. a. hatten 1929 eine Ortsgruppe Hamburg als Ableger dieser in Berlin gegründeten, in linken Kreisen geschätzten Künstlergruppe ins Leben gerufen.
Nachdem die Gestapo 1933 Colbergs Wohnung an der Alsterkrugchaussee durchsucht und den Künstler verhört hatte, floh Colberg nach Kiel. 1934 erhielt er ein vierwöchiges Visum, mit dem er Deutschland verlassen konnte über Italien und Griechenland nach Britisch-Zypern weiterreiste. 1935 arbeitete er hier für ein Jahr auf einer Apfelsinenplantage. Anschließend übernahm er die Leitung einer Bootswerft in Palästina, von wo aus er ins Königreich Ägypten segelte. Colberg plante eine Weiterreise Richtung Südafrika, wurde jedoch in Port Said von britischer Polizei festgenommen. Da er kein gültiges Visum vorweisen konnte, wurde er nach Deutschland abgeschoben.
In Hamburg heiratete er 1939 Anna-Marie Heitmann (1911–1996), genannt Ayong, mit der er 1940 die Tochter Antje bekam. Colberg arbeitete zunächst als Schiffszimmerer. Da sich ein Kunstsammler für ihn einsetzte, musste er vorerst keinen Kriegsdienst leisten. Später war er technischer Zeichner bei Blohm & Voss. Bei einem Bombenangriff 1943 wurden Wohnung und Atelier am Hopfenmarkt zerstört. Dabei ging das bis dahin geschaffene Gesamtwerk Colbergs verloren. Colberg wurde schließlich doch zum Kriegsdienst in der Marine eingezogen. Er wurde zunächst in Stralsund stationiert und war an einem Kampf in Italien beteiligt. Hier schloss er sich lokalen Partisanen an und geriet in amerikanische Kriegsgefangenschaft.
Nach Ende des Zweiten Weltkriegs kehrte Colberg nach Hamburg zurück. Er arbeitete als Reklame- und Pressezeichner für die Hamburger Volkszeitung und als Bühnenmaler für die Filmindustrie. Colberg war Gründungsmitglied des 1949 ins Leben gerufenen Kleinen Hamburger Künstlerrings, der den Faschismus politisch aufarbeiten wollte. Da Colberg versuchte, sich in seinen freien Arbeiten dem Sozialistischen Realismus der DDR anzunähern, wurde er von öffentlichen Ausstellungen und Aufträgen weitestgehend ausgeschlossen. Er wurde öfter in die DDR eingeladen.
Colberg erstellte bis in die siebziger Jahre Radierungen und Holzschnitte, die sich mit Krieg und Wiederaufrüstung beschäftigten, politisch motivierte Illustrationen, Karikaturen, Plakate und Transparente. Bekannt wurde er auch außerhalb der DDR für das Bild „Streikposten in Hamburg“ (Öl, 145 × 100 cm). Das Gemälde entstand 1952 während eines Aufenthalts bei einer Künstlerbrigade im Erzgebirge, zu der Colberg vom Verband Bildender Künstler eingeladen worden war, und wurde auf der Dritten Deutschen Kunstausstellung in Dresden gezeigt. Bei seinem Aufenthalt im Erzgebirge stellte er auch die weniger beachtete Auftragsarbeit „Thälmann und der Barmbeker Aufstand 1923“ aus.
Zudem malte er Porträts und Landschaftszeichnungen, was er als seine „eigentliche“ künstlerische Arbeit verstand. Die Motive hielt er dabei vor Ort in Zeichnungen und Aquarellen fest und übertrug sie später in seinem Atelier auf Leinwand. Colberg verwendete Hell-Dunkel-Kontraste mit farblichen Akzenten. Sein Stil beruhte auf der realistischen Malerei Wilhelm Leibls und Max Liebermanns und lässt Einflüsse der Hamburgischen Sezession der 1930er Jahre erkennen. Colberg suchte stetig das optimale Verhältnis von Inhalt und Form seiner Gemälde und überarbeitete diese daher oftmals.
Er lebte mit seiner Frau zunächst in Klein Flottbek und nach 1961 in Hamburg-Horn in der Washingtonallee 87b in einer 1-Zimmer-Wohnung. Dort ist er auch an einem Krebsleiden verstorben. Seine Tochter Antje Fretwurst-Colberg ist auch Malerin, Grafikerin und lebt in Dändorf Landkreis Vorpommern-Rügen.
Willy Colberg wurde auf dem Friedhof Ohlsdorf beigesetzt. Die Grabstätte befand sich im Planquadrat AF 26 westlich der Kapelle 6. Nach Auflösung der Grabstelle im Oktober 2021 wurde der Grabstein im Garten der Tochter in Dändorf aufgestellt. Ferner wird mit einem Kissenstein auf dem Ehrenfeld der Geschwister-Scholl-Stiftung im Planquadrat Bo 73 an ihn erinnert.
Colbergs Werke sind heute im Historischen Museum in Berlin, der Kunsthalle Hamburg, in der Kunstsammlung des NDR und im Stadtmuseum Flensburg zu sehen.

## Werke (Auswahl)
- Auf dem Dampfer (1950, Tempera)[3][4]
- Fischer (1952, Öl)[5][4]
- Hafen bei Hamburg (1952, Öl)[6][4]
- Junger Pionier (vor 1952, Kohlezeichnung)[7]

## Ausstellungen (unvollständig)

### Einzelausstellungen
- 1970: Berlin, Galerie im Turm
- 1997: Hamburg, Galerie Rose
- 2000: Ahrenshoop, Kunstkaten („Ahrenshooper Malgast Willy Colberg. Malerei, Grafik, Zeichnung“)

### Teilnahme am Gruppenausstellungen
- 1941 und 1942: Hamburg, Hamburger Kunstverein („Herbstausstellung Hamburger Künstler“)

- 1951: Berlin, Museumsbau am Kupfergraben („Künstler schaffen für den Frieden“)
- 1953: Dresden, Dritte Deutsche Kunstausstellung
- 1960: Hamburg, Kunsthaus Hamburg („Kleiner Hamburger Künstlerring“)